# الأزمة اللبنانية (2019-حتى الآن)
لقد واجه لبنان تراجعاً حاداً في السنوات الأخيرة، مما أدى إلى خيبة أمل واسعة النطاق بين مجموعاته الطائفية. بعد حصوله على الاستقلال عام 1943، أنشأ لبنان نظامًا طائفيًا لتقاسم السلطة ، وقسم الأدوار الحكومية الرئيسية بين مجموعاته الدينية. ورغم أن هذا النظام كان يهدف إلى ضمان التوازن، فإنه ساهم في تعزيز الفساد والمحسوبية والتشرذم السياسي. وكثيراً ما تعمل النخب السياسية على توزيع المناصب على أساس الولاء وليس الجدارة، مما يؤدي إلى ثقافة الإفلات من العقاب وإساءة استخدام موارد الدولة على نطاق واسع، بما في ذلك استخدام "الموظفين الأشباح" لتأمين الدعم.
يحتل لبنان المرتبة 112 على مؤشر التنمية البشرية، ويواجه حالة من عدم الاستقرار الاقتصادي والسياسي الشديد. لقد أدت أزمة السيولة في عام 2019 ، إلى جانب الفساد والكوارث مثل انفجار بيروت عام 2020 ، إلى انهيار العملة وانتشار الفقر ونقص الموارد. في ظل حكومة انتقالية وعملة فقدت 97% من قيمتها، تواجه البلاد صعوبة في توفير الخدمات الأساسية.
لطالما تحالف حزب الله ، وهو جماعة مسلحة وسياسية لبنانية، مع إيران ، مما أثار مخاوف من أن أفعاله المحلية تخدم الأهداف الإقليمية الإيرانية. ورغم تمتع حزب الله بدعم قوي داخل المجتمع الشيعي في لبنان، فإنه يواجه معارضة من جانب أولئك الذين ينتقدون علاقاته بإيران ودوره في الصراعات الإقليمية، وخاصة في سوريا، حيث أثار دعمه لنظام الأسد انتقادات من جانب منافسيه اللبنانيين وشخصيات شيعية أخرى. لقد واجه حزب الله، الذي كان يُنظر إليه في السابق على أنه المدافع عن لبنان، فضائح وانتقادات داخلية وخارجية متزايدة. وقد أدت مزاعم الفساد والاتهامات بالنهب في عام 2013 إلى إلحاق الضرر بصورتها. وعلى الصعيد الدولي، أدى دعمها لنظام الأسد في سوريا وإجراءاته العسكرية إلى فرض عقوبات عليها وتراجع شعبيتها، وخاصة في الخليج. وفي لبنان، على الرغم من أن حزب الله يحظى بدعم قوي بين الشيعة، فإن الثقة العامة في المجموعة قد انخفضت، حيث أعرب العديد من اللبنانيين عن عدم الثقة وعدم الرضا عن تدخلها الإقليمي. وقد رافق صعود الجماعة إلى السلطة عنف سياسي ، بما في ذلك اغتيالات رفيعة المستوى مثل اغتيال رئيس الوزراء رفيق الحريري في عام 2005، وعمليات قتل مستهدفة للمنتقدين. وأثارت هيمنة حزب الله المخاوف بشأن تأثيره على السياسة اللبنانية ودوره في الحرب الأهلية السورية . في أكتوبر/تشرين الأول 2019، اندلعت احتجاجات واسعة النطاق في لبنان انتقدت حزب الله وحلفائه بسبب الفساد والتدهور الاقتصادي، مما أدى إلى استقالة مجلس الوزراء. تأثرت الموارد المالية لحزب الله، بما في ذلك العمليات المصرفية غير المرخصة وشحنات النقد الإيراني، بشدة في عام 2024. وتكبدت الجماعة خسائر قيادية كبيرة بسبب الغارات الجوية الإسرائيلية، بما في ذلك مقتل حسن نصر الله ، مما أضعف بنيتها ونفوذها بشكل كبير، مما أدى إلى التنبؤ بتراجعها على المدى الطويل.
وفي خضم الأزمة التي يعيشها لبنان، هناك فرصة لإعادة بناء البلاد بمؤسسات فعّالة وجيش موحد، خالٍ من الطائفية. ويعتقد خبراء مثل ديفيد رمضان وبلال رامز أن إضعاف حزب الله، وانتخاب رئيس توافقي، ونزع سلاح الجماعة، من شأنه أن يعيد الاستقرار إلى لبنان، ويعزز قوة الجيش، وينهي النفوذ الإيراني.

## خلفية
كان لبنان يُعتبر في الماضي من البلدان الأكثر ازدهارًا وتطورًا في العالم العربي، على الرغم من افتقاره إلى موارد النفط الكبيرة،  وقد شهد انحدارًا حادًا في السنوات الأخيرة، مما أدى إلى إحباط واسع النطاق وخيبة أمل بين سكانه من جميع المجموعات الطائفية.
تأسس لبنان في صورته الحالية عام 1920 على أيدي الحكم الفرنسي الذي ضم إلى جبل لبنان بعض المناطق المحيطة به في نطاق ما سمي بلبنان الكبير. وتم وضعه تحت الانتداب الفرنسي في 24 يوليو 1922.
في عام 1943 حصل لبنان على استقلاله من فرنسا، وأنشأ هيكله السياسي على أساس تقاسم السلطة طائفيًا. ويضمن الدستور تمثيل جميع الطوائف الدينية الثماني عشرة المعترف بها في البلاد داخل الحكومة والجيش والخدمة المدنية.  في هذا النظام، يتم تخصيص كل من الأدوار الحكومية الرئيسية الثلاثة - الرئاسة ، ورئاسة الوزراء، ورئاسة مجلس النواب - إلى مسيحي ماروني ، ومسلم سني ، ومسلم شيعي.  ورغم أن هذا الترتيب كان يهدف في البداية إلى ضمان التوازن الطائفي، فإنه أدى إلى عدد من القضايا النظامية.  تم تصميم هذا الهيكل في المقام الأول كتقسيم للسلطة بين النخب السياسية في ذلك الوقت، وليس كوسيلة لإقامة حكم فعال.
وبالتالي أصبح النظام السياسي في لبنان يتسم بالضعف والفساد والمحسوبية . فغالبًا ما يقوم أصحاب السلطة داخل النظام بتوزيع المناصب الحكومية لضمان الولاء، وليس لمكافأة الجدارة أو الكفاءة. ويؤدي النظام الطائفي إلى تفاقم الانقسامات بين الجماعات الدينية، مما يؤدي إلى التنافس على السيطرة على الوزارات الحكومية والموارد.
وقد أدى هذا إلى نشوء هيكل حكومي مجزأ، حيث تعمل الفصائل الطائفية المختلفة مثل "الإقطاعيات البيروقراطية" المتنافسة بدلاً من الإدارة المتماسكة التي تحكم الدولة. إن الدولة اللبنانية يستشري فيها الفساد، وتسود فيها ثقافة الإفلات من العقاب. في كثير من الأحيان تستغل الأحزاب السياسية مؤسسات الدولة كمصدر للدخل الشخصي، كما تشارك الطوائف المتنافسة في ممارسات فاسدة أو تتسامح معها من أجل الحفاظ على نظام يخدم مصالحها. بالإضافة إلى ذلك، يوجه الساسة الموارد العامة إلى أنصارهم من خلال سيطرتهم على الدوائر الحكومية ، بل ويشاركون حتى في إشغال ما يسمى ب"موظفين أشباح" - أي، إنساء وظائف غير موجودة تسمح للسياسيين بجني الرواتب أو توزيع الأموال لتعزيز الولاء بين أتباعهم.

## الأزمة المالية
لبنان دولة نامية ، وتحتل المرتبة 112 على مؤشر التنمية البشرية. تم تصنيفها على أنها دولة ذات دخل متوسط مرتفع . لقد أدت أزمة السيولة اللبنانية ، إلى جانب الفساد على مستوى البلاد والكوارث مثل انفجار بيروت عام 2020 ، إلى انهيار العملة اللبنانية وتأجيج عدم الاستقرار السياسي ونقص الموارد على نطاق واسع وارتفاع معدلات البطالة والفقر . وقد وصف البنك الدولي الأزمة الاقتصادية في لبنان بأنها واحدة من أسوأ الأزمات في العالم منذ القرن التاسع عشر.
لقد أدى غياب رئيس فعال منذ أواخر عام 2022 إلى ترك لبنان مع حكومة تصريف أعمال، مما أدى إلى تعميق عدم الاستقرار السياسي والاقتصادي الذي بدأ في عام 2019. وبحسب البنك الدولي فإن الانهيار الاقتصادي هو أحد أسوأ الانهيارات الاقتصادية خلال الأعوام المائة والخمسين الماضية، مما دفع ملايين المواطنين اللبنانيين إلى براثن الفقر. لقد كافحت المؤسسات الحكومية، التي أضعفتها سنوات من الفساد والجمود السياسي، لمعالجة الأزمة المتنامية، بما في ذلك التحديات التي يفرضها الصراع المستمر في المنطقة.
تأثر الاقتصاد اللبناني بشدة بانهيار عملته، التي فقدت 97% من قيمتها مقابل الدولار الأمريكي منذ عام 2019، مما جعل رواتب الحكومة خالية من القيمة تقريبًا. وتدهورت قدرة الدولة على توفير الخدمات الأساسية، حيث يعتمد معظم المواطنين على المولدات الخاصة بسبب انقطاع التيار الكهربائي المتكرر.
وفي عام 2022، قررت الحكومة اللبنانية وصندوق النقد الدولي تقديم حزمة مساعدات اقتصادية بقيمة مليارات الدولارات، دعماً للبنان. ومع ذلك، فإن صرف هذه الأموال يعتمد على تنفيذ سلسلة من الإصلاحات الاقتصادية المعقدة التي تهدف إلى تحسين الشفافية المالية والسياسية في لبنان.  وعلى الرغم من هذا الاتفاق، يعيش أكثر من 80 في المائة من السكان الآن في فقر متعدد الأبعاد بسبب البطء في تنفيذ هذه الإصلاحات من قبل الحكومة.
وبحسب استطلاع أجرته مؤسسة الباروميتر العربي ، أفاد حوالي 80 بالمائة من المواطنين أن عدم توفر الغذاء بأسعار معقولة يشكل مصدر قلق كبير. وأشار 68% إلى أنهم لم يعد لديهم طعام في بعض الأحيان أو بشكل متكرر قبل أن يتمكنوا من شراء المزيد. من بين الدول السبع التي شملها الاستطلاع منذ سبتمبر/أيلول 2023، أعرب جميع المشاركين من العرب في الغالب من لبنان عن أدنى مستويات الرضا في المنطقة فيما يتعلق بالوصول إلى الخدمات الأساسية مثل المياه والكهرباء والإنترنت والرعاية الصحية. وأبلغ المشاركون اللبنانيون أيضًا عن أعلى معدل لانقطاع الكهرباء ، حيث واجه 92% منهم انقطاعات أسبوعية - أي أعلى بنسبة 43 نقطة مئوية مقارنة بالمنطقة الأكثر تضررًا، وهي الأراضي الفلسطينية، التي تم استطلاعها قبل 7 أكتوبر/تشرين الأول 2023. وعلى نحو مماثل، أفاد 65% من المواطنين اللبنانيين الذين أجابوا على الاستطلاع بوجود نقص أسبوعي في المياه، وهو رقم أعلى بنحو 17 نقطة مئوية مقارنة بالمنطقة الأكثر تضرراً، وهي الأراضي الفلسطينية نفسها.
وفي ظل هذه الظروف، أصبحت البنية التحتية هشة بشكل متزايد. وبحسب وزير الاقتصاد والتجارة اللبناني أمين سلام ، فإن شبكات الاتصالات والنقل في حالة تدهور، ومع ضعف موانئ البلاد ومطاراتها، فإن لبنان معرض لخطر العزلة التامة. 

## الجمود السياسي
منذ انتهاء ولاية الرئيس ميشال عون في عام 2022، يعيش لبنان حالة من الجمود السياسي. ولم تتمكن الحكومة اللبنانية من انتخاب رئيس جديد بسبب معارضة حزب الله البرلمانية لجميع المرشحين غير المنتمين إلى الجماعة. وقد أدى هذا إلى ترك البلاد في فراغ قيادي، مما أدى إلى تفاقم أزمتها الاقتصادية المستمرة. في يونيو/حزيران 2023، وبعد فشل البرلمان اللبناني للمرة الثانية عشرة في انتخاب رئيس جديد للدولة، اندلعت الاحتجاجات، مستهدفةً البنوك والشخصيات السياسية.
لقد أدت الأزمات السياسية والاقتصادية المستمرة في لبنان إلى خيبة أمل واسعة النطاق تجاه الحكومة والسلطات الدينية على حد سواء. وأفاد المواطنون اللبنانيون بأدنى مستويات الثقة في الشخصيات والمنظمات السياسية بين الدول التي شملها استطلاع الباروميتر العربي. ويقول تسعون بالمائة من المستجيبين إن لديهم انعدام ثقة شديد في حكومتهم أو برلمانهم أو رئيسهم أو رئيس وزرائهم، ويعرب 94 بالمائة عن عدم رضاهم عن أداء الحكومة. بالإضافة إلى ذلك، فإن 75% من المواطنين اللبنانيين لا يثقون بزعمائهم الدينيين ، ويعتقد 65% منهم أن الفساد بين الزعماء الدينيين منتشر كما هو الحال بين الزعماء العلمانيين.

## مساهمة حزب الله في عدم الاستقرار
يتمتع حزب الله، وهو عبارة عن جهة غير حكومية مسلحة، بنفوذ كبير في لبنان، حيث يعمل كحزب سياسي وقوة عسكرية. ويسيطر الحزب على أجزاء عديدة من البلاد، وخاصة في المناطق الجنوبية والشرقية. وكثيراً ما يقدم خدمات أساسية في هذه المناطق، ويحل محل الحكومة الوطنية فعلياً. وهذا يمنح حزب الله خصائص الدولة الموازية، التي تتمتع بقدر كبير من الاستقلالية والنفوذ. ولم تتمكن الحكومة اللبنانية والجيش من تحدي قوة حزب الله، مما أثار المخاوف بشأن قدرة حزب الله على تصعيد التوترات مع إسرائيل بشكل مستقل.
استغلت المنظمة الفساد السياسي في لبنان للقيام بأنشطة غير مشروعة، مثل استخدام نفوذها داخل وزارة الزراعة لتسهيل استيراد نترات الأمونيوم ، والتي كانت متورطة لاحقًا في انفجار بيروت عام 2020. ومع مرور الوقت، أصبح حزب الله القوة السياسية المهيمنة في لبنان، ويعمل بأدنى حد من المساءلة. وعلى الرغم من أن الجماعة لديها القدرة على الاستيلاء رسميًا على الدولة اللبنانية، إلا أنها فضلت الاستفادة من نقاط الضعف في البلاد، وممارسة السلطة دون تحمل المسؤوليات الرسمية للحكم.
وتمتد سيطرة حزب الله إلى مناطق حدودية رئيسية، وخاصة مع سوريا، وتشمل استخدام ميناء بيروت لتهريب المخدرات والأسلحة والمتفجرات، كل ذلك مع تجنب الرقابة والتدخل الحكومي.

### الشؤون الخارجية
منذ أمد طويل حرص حزب الله على توثيق علاقاته بإيران ، وهي العلاقات التي ينظر إليها العديد من اللبنانيين بريبة على أنها مؤشر على ولاءات الحزب الأجنبية، والتي يتم استغلالها لتعزيز طموحات إيران الإقليمية.
في عام 2006، أدى هجوم حزب الله على قوة عسكرية إسرائيلية جنوبي الحدود الإسرائيلية اللبنانية مما أشعل حربًا بين البلدين، أدى إلى انتقادات واسعة النطاق. ولا يزال هذا التصرف يشكل نقطة خلاف، حيث يحمل المعارضون حزب الله المسؤولية عن تصعيد الصراع. وتعظم هذا الانتقاد في أعقاب قرار حزب الله قصف إسرائيل بالصواريخ والمسيرات ابتداءا من يوم 8 أكتوبر/تشرين الأول عام 2023 تضامنا مع حركة حماس في حربها ضد إسرائيل، دون الاستشارة بالسلطات اللبنانية الرسمية.
وكشف موقع ويكيليكس أن نبيه بري ، رئيس مجلس النواب اللبناني منذ فترة طويلة والذي دعم حزب الله علناً، طلب من السفير الأميركي جيفري فيلتمان "السماح لإسرائيل بمواصلة قصف المجموعة". علاوة على ذلك، تزايدت المخاوف بشأن الأسلحة التي جمعها حزب الله. وفي حين أكد الحزب للجمهور أن ترسانته سوف تستخدم للدفاع عن لبنان فقط، كان هناك اشتباه في أن أسلحة حزب الله سوف تستخدم ضد المعارضين اللبنانيين، مما قد يؤدي إلى إشعال فتيل حرب أهلية أخرى. وكانت قد تحققت هذه المخاوف، وأصبح استخدام حزب الله للقوة داخل لبنان واضحاً في مايو/أيار 2008، عندما ردت المجموعة بالقوة على تحقيق حكومي وإقالة رئيس أمن المطار المرتبط بحزب الله، فقامت بإغلاق الطرق والسيطرة على أجزاء من بيروت . وأسفرت أعمال العنف عن مقتل 81 شخصًا.
وفي عام 2011، كثرت أعداد الضحايا الشيعة اللبنانيين في الحرب الأهلية السورية، وكان ذلك بمثابة دليل لا يمكن إنكاره على تورط حزب الله في الحرب. وواجهت قيادة الحزب، وفي مقدمتها حسن نصر الله، انتقادات بسبب موقفها المتناقض من الانتفاضات الإقليمية. ففي حين أشاد نصر الله بثورات الربيع العربي باعتبارها عادلة، أعرب في الوقت نفسه عن دعمه للرئيس السوري بشار الأسد ، حيث أشاد بقيادته وإصلاحاته. وعلى الرغم من هيمنته السياسية في صفوف المجتمع الشيعي في لبنان، يواجه حزب الله معارضة داخلية كبيرة، وخاصة بين أولئك الذين يستاءون من نفوذ إيران في لبنان ويخشون صراعاً إقليمياً أوسع نطاقاً، وخاصة فيما يتصل بسوريا أو حرباً محتملة مع إسرائيل. وفي عام 2011، كشف موقع ويكيليكس أن السياسي اللبناني وليد جنبلاط، بينما كان يدعو علناً إلى وقف إطلاق النار مع إسرائيل، كان يأمل سراً أن تواصل إسرائيل العمليات العسكرية ضد حزب الله حتى يتم تدمير القدرات العسكرية للحزب.
وقد أثار تورط حزب الله في الحرب الأهلية السورية انتقادات صريحة من مختلف الأطراف. وقد اتهم الأمين العام السابق لحزب الله صبحي الطفيلي ، الذي له عدد كبير من الأتباع في منطقة البقاع ، الحزب بخدمة المصالح الإيرانية وانتقد دعمه لنظام الأسد في سوريا. وقد انتقد رجال دين وسياسيون من الشيعة في لبنان، بمن فيهم هاني فحص، وعلي الأمين، وأحمد الأسد، وإبراهيم شمس الدين، العلاقات الوثيقة بين حزب الله وإيران وتحالفه مع نظام الأسد. اشتهر شمس الدين، على وجه الخصوص، بدفاعه عن التسامح بين الطوائف ورفضه لهيمنة إيران في لبنان، في حين عارض آية الله محمد حسين فضل الله، وهو شخصية محترمة داخل المجتمع الشيعي في لبنان، نموذج الحكم الإيراني ( ولاية الفقيه ) ودعا إلى انتهاج تفسير أكثر حداثة وحتى علمية لمعنى التقوى. وقد شكلت آراء فضل الله، التي تحظى بشعبية بين الشيعة الأصغر سنا والمتعلمين، تحديا للهيمنة الأيديولوجية لحزب الله. 

### الفساد
سعى حزب الله إلى الحفاظ على صورة عدم الفساد، ولكن في عام 2009، تورط صلاح عز الدين، وهو شخصية ذات علاقات وثيقة مع المجموعة، في مخطط هرمي احتيالي سرق من المستثمرين الشيعة حوالي مليار دولار.  وكانت الفضيحة، التي شملت مهاجرين أثرياء من جنوب لبنان، مصدر إحراج كبير لحزب الله وأثارت غضبًا واسع النطاق ونقاشًا عامًا حول الفساد داخل المنظمة. 
كما واجه حزب الله ردود فعل شعبية عنيفة في يونيو/حزيران 2013 في أعقاب اتهامات بأن مقاتليه نهبوا الممتلكات خلال الاشتباكات مع أنصار الشيخ أحمد الأسير . وعلى الرغم من جهود الحزب لتصوير قواته على أنها منضبطة وغير قابلة للفساد، إلا أن هذه الحوادث أدت إلى مزيد من تآكل صورتها العامة. وردًا على ذلك، دعا زعماء دينيون من سنة طرابلس إلى الجهاد ضد حزب الله، مما أدى إلى مزيد من زعزعة استقرار لبنان وتقويض النظام العام. 
وفي مناطق مثل وادي البقاع ، يتنازع على سيطرة حزب الله عشائر محلية تتمتع بقدر كبير من الاستقلال، كما يتضح من حادثة وقعت في عام 2013، حيث اختطفت إحدى العشائر أكثر من 40 فرداً انتقاماً لأسر أحد أعضائها من قبل القوات السورية . 
لقد أسس حزب الله منذ فترة طويلة هيمنته في لبنان من خلال وضع نفسه كحامٍ للبلاد.  ولكن فشله في الدفاع عن نفسه ضد التوغلات الإسرائيلية وتنظيم التغيرات القيادية داخله كشفا عن حقيقة كان كثيرون يشعرون بوجودها، وهي أن سلطة الحزب كانت تستند إلى ادعاءات أخلاقية كاذبة وصورة ذاتية مبالغ فيها. 
تحت قيادة حسن نصر الله، تطور حزب الله من جماعة مسلحة إلى قوة سياسية كبيرة مارست نفوذاً كبيراً على النظام الطائفي الممزق في لبنان.  وقد قمعت المنظمة خصومها، وعرقلت جهود الإصلاح السياسي، ودعمت نظامًا فاسدًا يخدم مصالح حزب الله وحلفائه.  ورغم هذه الإجراءات، ادعى زعماء حزب الله، بدعم من إيران، أنه الكيان الوحيد القادر على الدفاع عن لبنان ضد التهديدات العسكرية الإسرائيلية. 
منذ الصراع الكبير بين إسرائيل وحزب الله عام 2006، عمل حزب الله على توسيع قدراته العسكرية بدعم من إيران، حيث قام بتطوير ترسانة صاروخية قادرة على ضرب عمق الأراضي الإسرائيلية.  وفي الوقت نفسه، ظلت النخبة السياسية في لبنان غير قادرة إلى حد كبير على مواجهة الوضع.
ويبدو أن حزب الله، الذي كان يُنظر إليه في السابق على أنه قوة لا يمكن منافستها، يواجه الآن حالة من عدم الاستقرار الداخلي. إن فشل الحزب في القيام بدوره كحامٍ للبنان ضد العدوان الإسرائيلي يثير تساؤلات حول صحة تأكيداتها المستمرة منذ فترة طويلة. 

### النبذ الدولي
في يوليو/تموز 2013، وبعد سنوات من مقاومة تصنيف الولايات المتحدة لحزب الله منظمة إرهابية، توصل الاتحاد الأوروبي إلى حل وسط، حيث صنف الجناح العسكري لحزب الله فقط على هذا النحو. وردًا على ذلك، رفض محمد رعد، رئيس الوفد البرلماني لحزب الله، هذا التمييز، قائلاً: "الجناح العسكري لحزب الله كذبة اخترعها الأوروبيون لأنهم يشعرون بالحاجة إلى التواصل معنا ويريدون الفصل الوهمي بين ما يسمى بالجناحين العسكري والسياسي"
وفي أعقاب قرار الاتحاد الأوروبي، كان هناك تراجع ملحوظ في هيبة حزب الله، وخاصة في دول الخليج، ولكن أيضا في بعض الدول العربية الأخرى. وردا على العمليات العسكرية التي قام بها حزب الله في بلدة القصير بسوريا، فرضت ست دول أعضاء في مجلس التعاون الخليجي، بما في ذلك الإمارات العربية المتحدة وقطر والمملكة العربية السعودية، مقاطعة سياسية واقتصادية على الحزب.
في ديسمبر/كانون الأول 2015، أقر الكونجرس الأميركي "قانون منع التمويل الدولي لحزب الله"، الذي فرض عقوبات على أي كيان في جميع أنحاء العالم يجري معاملات نيابة عن حزب الله. وردا على ذلك، أغلقت العديد من البنوك اللبنانية حتى الحسابات التي تفترض علاقتها بحزب الله، مما أدى إلى توتر بين الحزب والقطاع المصرفي في لبنان. وفي يونيو/حزيران 2016، ساد الاعتقاد أن حزب الله متورط في قصف مقر بنك لبنان والمهجر (BLOM) في بيروت، ردا على التزام البنك الصارم بالعقوبات الأميركية.
مع مرور الزمن فقد حزب الله صورته كمدافع عن القضية الفلسطينية وكعضو في "محور المقاومة" في العديد من الدول العربية خارج قاعدة دعمه في لبنان. فبحلول نوفمبر/تشرين الثاني 2020، كان دعم حزب الله يقتصر على نسب ضئيلة من الأفراد في مصر والأردن والكويت وقطر والمملكة العربية السعودية والإمارات العربية المتحدة.وفي جميع هذه البلدان، باستثناء الأردن، كان لدى ثلثي السكان على الأقل رأي "سلبي للغاية" حول الحزب. وحتى في لبنان، انخفضت نسبة تأييد حزب الله بشكل مطرد من 50٪ في عام 2017 إلى 34٪ بحلول عام 2020.

### النقد الداخلي
وبحسب المحلل السياسي والأمني جورج حداد ، فإن كثيرين في المجتمع الشيعي يشعرون بأن حزب الله تخلى عنهم فيما يتعلق بقيادة المجتمع والتحضير للمرحلة المقبلة من تطور لبنان.  وبحسب الخبير في الشؤون اللبنانية فراس مقصد، فإن الزعماء السياسيين اللبنانيين، بمن في ذلك بعض المنتمين إلى المجتمع الشيعي، يتلذذون بتدهور حزب الله. 
لقد تم استبدال الاحترام الذي اكتسبه حزب الله خلال هجماته ضد إسرائيل في عام 2006 بالعداء والشك بسبب تصاعد الطائفية التي اشتدت بسبب الربيع العربي في عام 2010، ونتيجة متأخرة للغزو الأمريكي للعراق في عام 2003 ، مما أدى إلى تفاقم التوترات بين السنة والشيعة، وخاصة في لبنان حيث يُنظر إلى حزب الله كأداة لتوسيع هيمنة إيران. 
ورغم نفوذه السياسي في لبنان، فإن حزب الله يحظى بدعم شعبي محدود فيه. فبحسب استطلاع أجرته مؤسسة الباروميتر العربي، فإن 30% فقط من المواطنين اللبنانيين يعربون عن ثقتهم الكبيرة في الحزب، في حين يقول 55% إنهم لا يثقون به على الإطلاق.  وتختلف مستويات الثقة بشكل كبير بين الطوائف المختلفة: إذ يعرب 85% من الشيعة عن مستويات عالية من الثقة في حزب الله، في حين يتقاسم 9% فقط من المسلمين السنة والدروز ، و6% من المسيحيين ، نفس المشاعر. 
كما أن الدعم لتدخل حزب الله في السياسة الإقليمية ضعيف أيضاً. ويتفق ثلث المستجيبين فقط على أن دور حزب الله في الشؤون الجيوسياسية في المنطقة مفيد للعالم العربي، في حين يعارض 42% ذلك بشدة.  ومن بين الشيعة، ينظر 78% إلى تصرفات حزب الله الإقليمية بشكل إيجابي، ولكن هذا الرقم ينخفض بشكل كبير بين الطوائف الأخرى، حيث لا يعبر سوى 16% من الدروز، و13% من المسلمين السنة، و12% من المسيحيين عن نفس الرأي. 
وعلى المستوى الوطني، يقول 12 في المائة فقط من مواطني لبنان إنهم يشعرون بنوع من القرابة سياسيًا من حزب الله.  ومن بين الشيعة، الذين يشكلون القاعدة الأساسية لدعم الحزب، أعرب 39% عن هذا الشعور، في وقت أفادت نسبة مماثلة (37%) عن الشعور بالانفصال عن جميع الأحزاب السياسية. 

### انفجار مرفأ بيروت 2020
في 4 أغسطس 2020، أدى انفجار في مرفأ بيروت إلى مقتل ما لا يقل عن 218 شخصًا وإصابة أكثر من 7000 شخص وتشريد حوالي 300 ألف شخص، فضلاً عن تكبد أضرار تقدر بنحو 15 مليار دولار.    وقع الانفجار بسبب 2750 طنًا من نترات الأمونيوم التي تم تخزينها بشكل غير آمن في مستودع.  ويرجع كثيرون الانفجار إلى الإهمال الحكومي والفساد. ومن نتائج الانفجار اندلاع الاحتجاجات في مختلف أنحاء لبنان واستقالة الحكومة بأكملها، مع بقاء الحكومة في حالة تصريف أعمال.  وقد تأخرت التحقيقات المحلية في الانفجار مراراً وتكراراً، وتمت عرقلتها من قبل قادة حزب الله ، عبر تهديد القاضي الذي يترأس عملية التحقيق وعبر تنظيم التلاعبات السياسية.     واستهدف التحقيق كلا من علي حسن خليل ، وزير المالية الأسبق، وغازي زعيتر ، وزير الأشغال العامة الأسبق، وكلاهما ينتمي إلى حركة أمل المتحالفة مع حزب الله.  ورفض كبار المسؤولين الحضور في جلسات التحقيق، ولم يتم إلقاء القبض على أحد. 

### اغتيال المنتقدين
وبحسب قناة العربية ، فإن صعود حزب الله إلى السلطة في لبنان يعود إلى حد كبير إلى الصراعات داخل المجتمع الشيعي، والتي استغلها الحزب لتعزيز سيطرته.  وحقق حزب الله هيمنته في لبنان من خلال العنف السياسي، بما في ذلك الاغتيالات السياسية . 
وتشمل حوادث العنف الرئيسية في هذا المجال محاولة اغتيال مروان حمادة، وهو سياسي لبناني درزي، في عام 2004، واغتيال رئيس الوزراء السابق رفيق الحريري في 14 فبراير/شباط 2005، ومقتل الصحافي البارز والشخصية المعارضة سمير قصير في 2 يونيو/حزيران 2005.  وشهد الشهر نفسه التفجير الذي أدى إلى مقتل جورج حاوي ، الزعيم الشيوعي السابق والناقد لنفوذ سوريا في لبنان.  وشملت الهجمات الأخرى في ذلك العام محاولة الاغتيال الفاشلة للصحفي علي رامز طعمة، والتفجير الذي أدى إلى إصابة مذيعة الأخبار اللبنانية مي شدياق ، وهي منتقدة صريحة لسوريا، بجروح خطيرة.  وفي وقت لاحق من عام 2005، قُتل جبران تويني ، وهو شخصية بارزة في حركة 14 آذار ومعارض شرس لسوريا، في هجوم بسيارة مفخخة. 
ومنذ عام 2006 فصاعدا، نادرا ما تراجعت وتيرة الاغتيالات ومحاولات الاغتيال. في عام 2006، اغتيل وزير الدولة اللبناني بيار الجميل ، وفي عام 2007، اغتيل أيضاً النائبان المناهضان لسوريا وليد عيدو وأنطوان غانم .  وفي عام 2008، قُتِل محقق جرائم الإرهاب وسام عيد في تفجير سيارة، أعقبه اغتيال وسام الحسن ، رئيس فرع الاستخبارات في قوى الأمن الداخلي، في عام 2012، والذي قاد تحقيقًا في قضية تورط حزب الله في اغتيال رفيق الحريري عام 2005. 
استمرت سلسلة عمليات القتل البارزة حتى العقد الأول من القرن الحادي والعشرين، بما في ذلك تفجير السيارة في عام 2013 الذي أدى إلى مقتل محمد شطح ، مستشار سعد الحريري ، وهو منتقد قوي لكل من حزب الله والرئيس السوري سابقًا بشار الأسد.  وقد شكل مقتل الناشط لقمان سليم ، المعروف بمعارضته لحزب الله، في عام 2021 استمرارًا لهذا الاتجاه من العنف المستهدف. 

### اغتيال المعارضين السياسيين للشيعة
ويُشتبه في تورط حزب الله في اغتيال أفراد داخل المجتمع الشيعي نفسه.  وفي أواخر ثمانينيات القرن العشرين، اغتيلت شخصيات شيوعية شعبية مثل حسين مروة وحسن حمدان ( المؤرخ والفيلسوف المعروف باسم مهدي عامل )، وغيرهما من الزعماء المنافسين داخل الحركة السياسية الشيعية، مثل داود داود، ومحمود فقيه، وحسن سبيتي من حركة أمل - خلال " حرب الأخوة " بين حزب الله وأمل.  وانتقد زعيم حركة أمل، نبيه بري ، تكتيكات حزب الله العنيفة في ذلك الوقت، ووصف الحزب بـ "دراكولا" لاعتمادها على إراقة الدماء. 
وقد ألقت هذه الأحداث ظلالاً من الشك على صورة حزب الله باعتباره حامياً للمجتمع الشيعي، وخاصة في ضوء دوره في إدامة العنف الطائفي وتورطه في الحرب الأهلية السورية ، حيث دعم نظام الأسد.  لقد أدت القوة المتنامية لحزب الله إلى جعل الجيش اللبناني غير قادر على مواجهة الحزب، الذي أصبح قوة مهيمنة داخل البلاد. 

### تراجع
في أكتوبر/تشرين الأول 2019، اندلعت احتجاجات واسعة النطاق في جميع أنحاء لبنان، بسبب الفساد المستشري والتدهور الاقتصادي الشديد.   وأعرب المتظاهرون من جميع الطوائف الدينية عن إحباطهم من النظام السياسي، وألقوا باللوم على حزب الله وحلفائه باعتبارهم جوهر ما أطلقوا عليه "النظام".   وطالبت الاحتجاجات بإنشاء هيكل سياسي جديد يتجاوز الانقسامات الطائفية التي قوضت السياسة اللبنانية لفترة طويلة والتي يروج لها حزب الله وحلفاؤه.  وقد أدى هذا التوحد النادر بين الطوائف إلى استقالة مجلس الوزراء اللبناني وبدء الجهود لإعادة تنظيم الحكومة. 
ومع ذلك، توقفت هذه الجهود إلى حد كبير بسبب تفشي جائحة كوفيد-19 ، مما أوقف زخم التغيير.  وفي الوقت نفسه، اندلعت احتجاجات مماثلة في البلدان المجاورة، حيث أعربت أيضًا التجمعات الشيعية في إيران والعراق عن استيائها من المنظمات المرتبطة بحزب الله والحرس الثوري الإيراني ، فضلاً عن المنظمات المسلحة الأخرى في المنطقة المدعومة من إيران . 

#### ضربة اقتصادية
لقد تقلصت بشكل كبير الموارد المالية الرئيسية الثلاثة لحزب الله، التي تعتبر مؤسسة شبه مصرفية غير مرخصة، وهي مؤسسة القرض الحسن ، والنظام المصرفي المتعثر في لبنان، والطائرات الحاملة للنقود من إيران.  وفي 30 سبتمبر 2024، أفادت قناة MTV اللبنانية أن "مراكز تخزين النقد، بما في ذلك جزء كبير من خزائن مؤسسة النقد العربي السعودي" قد دمرت في الغارات الجوية الإسرائيلية وأن المنظمة أصبحت في "أزمة مالية".  وبحسب أستاذ العلوم السياسية المحلي هلال خشان ، فإن حزب الله "غير قادر على دفع رواتب أفراده الذين فروا من منازلهم ويحتاجون إلى إطعام عائلاتهم".  علاوة على ذلك، فإن أحد المصادر الرئيسية للدخل لحزب الله، وهو الأموال المهربة في رحلات جوية منتظمة من طهران إلى بيروت، قد تلاشى إلى حد كبير أيضًا.  وبحسب خشان، فإن إيران تخشى إرسال الأموال إلى حزب الله بسبب التهديدات الإسرائيلية باستهداف الرحلات الجوية المتجهة إلى بيروت، فضلاً عن أن الحكومة اللبنانية شددت سيطرتها على المطار، وتوقفت شحنات الأموال التي كانت تهرب من الجمارك اللبنانية.  ونقلت إذاعة صوت أميركا عن ديفيد آشر، المسؤول السابق في وزارتي الدفاع والخارجية الأميركيتين، قوله إن حزب الله فقد قدرته على التسرّب إلى النظام المصرفي اللبناني. وبناء على تقارير من مصرفيين لبنانيين وممولين لحزب الله، فإن أغنى المصرفيين في لبنان غادروا إلى أوروبا والخليج ولن يسمحوا لحزب الله بسحب مبالغ كبيرة من المال من مؤسساتهم. 

#### هجوم الأجهزة الإلكترونية 2024
في يومي 17 و18 سبتمبر/أيلول 2024، انفجرت آلاف من أجهزة النداء المحمولة ومئات أجهزة اللاسلكي المخصصة لاستخدام حزب الله في وقت واحد في حدثين منفصلين عبر لبنان وسوريا في هجوم إسرائيلي.  أدى الهجوم إلى مقتل 42 شخصًا على الأقل،  وإصابة ما لا يقل عن 4000 شخص، وفقًا للحكومة اللبنانية.   ويذكر مجلس أتلانتا أن الهجوم كان من المفترض أن يكون ضربة عجزية، تؤدي إلى شلل حزب الله من خلال إصابة مئات الأفراد في وقت واحد، ثم تنفيذ هجوم مماثل في اليوم التالي.  وبحسب موقع "إرم" الإخباري، فإن الضربات استهدفت الصفين الثالث والرابع من قادة حزب الله، ومع اغتيال الصف الثاني والأمين العام، تسببت في تحول الحزب إلى منظمة لامركزية.  وُصفت هذه الحادثة بأنها أكبر خرق أمني لحزب الله منذ بداية الصراع بين إسرائيل وحزب الله في أكتوبر 2023.  وقد اعتبر الهجوم بمثابة "إهانة مطلقة" لحزب الله، وأن أمنه قد تم اختراقه مرتين دون عائق، بحيث أصبح غير قادر على حماية شعبه.  

#### مقتل قيادة حزب الله
في 8 يناير 2024، قتل ويسام حسن الطويل في غارة جوية إسرائيلية على سيارة في قرية ماجديل سلم في لبنان. ووفقا لمسؤول أمني، كان قتله "ضربا مؤلمًا" لحزب الله. وكان لما قتل أكبر مسؤول في حزب الله قتل خلال الصراع الإسرائيلي - حزب الله (2023-حاضر). ووفقا لبعض وسائل الإعلام العربية، كان يُقال أنه كان صهر حسن نصر الله، الأمين العام لحزب الله.
في 12 يونيو/حزيران 2024، قُتل القائد الميداني الكبير في حزب الله طالب عبد الله في غارة جوية إسرائيلية، ورد أنها أصابت مركز قيادة وسيطرة لحزب الله في المنطقة الجنوبية من لبنان. وقالت مصادر أمنية في لبنان إنه كان عضوا في المجلس العسكري لحزب الله وقائده للمنطقة الوسطى من الشريط الحدودي الجنوبي. وكان رتبته تعادل رتبة أحد كبار القادة في حزب الله، محمد ناصر، الذي قُتل بعد ثلاثة أسابيع.
في 3 يوليو 2024، قُتل القائد الميداني البارز في حزب الله محمد ناصر إلى جانب محمد خشاب، وهو عضو آخر في حزب الله، في غارة إسرائيلية بمسيرة على سيارته في الحوش، جنوب لبنان. وكان ناصر قائد وحدة "عزيز" في حزب الله، التي أشرفت على العمليات في الجليل الغربي. وبحسب قاسم قصير، وهو محلل وثيق الصلة بحزب الله، فإن "اغتياله يمثل واحدة من أكبر الخسائر لحزب الله". وفي وقت وفاته كان يعتبر "أهم مسؤول في حزب الله يتم قتله" منذ بدء الصراع بين إسرائيل وحزب الله (2023 حتى الآن).
في 30 يوليو 2024، قُتل القائد الأعلى لحزب الله فؤاد شكر ("الحاج محسن") في غارة إسرائيلية على الضاحية الجنوبية . كان شكر من المقربين من عماد مغنية، وكان أحد مؤسسي حزب الله في عام 1982 وأحد أبرز شخصياته. كما عمل مستشارًا عسكريًا لحسن نصر الله، ووفقًا لرويترز ، كان مسؤولًا عن تطور هجمات حزب الله من التفجيرات الانتحارية إلى العمليات الهجومية المعقدة وتطوير ترسانة حزب الله من خلال الاستحواذ على أسلحة متطورة، بما في ذلك الصواريخ الموجهة ، وصواريخ كروز، والصواريخ المضادة للسفن، والصواريخ بعيدة المدى، والمسيرات. وبحسب وكالة رويترز فإن "مقتله كان الضربة الأشد لقيادة حزب الله منذ اغتيال عماد مغنية عام 2008". 
في 20 سبتمبر 2024، قُتل إبراهيم عقيل وأحمد محمود وهبي، قائدا قوة الرضوان النخبوية لحزب الله، في غارة إسرائيلية في بيروت، إلى جانب 16 من كبار القادة الآخرين من الوحدة. كان عقيل مطلوبًا من قبل الولايات المتحدة لتورطه في تفجير السفارة الأمريكية في بيروت عام 1983، وأشاد به حزب الله باعتباره "أحد قادته العظماء".
في 24 سبتمبر 2024، قتل إبراهيم كوبايسي، رئيس فيلق الصواريخ في حزب الله، في هجوم إسرائيلي على معقل حزب الله في جنوب بيروت. كان كوبايسي يحمل عددًا من المواقف العسكرية الهامة داخل حزب الله، وخطط لتنفيذ هجمات عديدة، استهدفت المدنيين والجنود الإسرائيليين، وكانت له علاقات وثيقة مع كبار القادة العسكريين في حزب الله. 
في 26 سبتمبر 2024، قُتل محمد سرور (أبو صالح)، قائد وحدة مسيرات لحزب الله، في غارة جوية إسرائيلية على بيروت. 
في 28 سبتمبر 2024، قُتل نبيل قاووق ، الأمين العام ونائب رئيس المجلس التنفيذي لحزب الله، في غارة جوية إسرائيلية على بيروت.

#### مقتل حسن نصر الله وخليفته
في 28 سبتمبر 2024، قُتل حسن نصر الله مع علي كركي وعشرين قائدًا إضافيًا من حزب الله.  وكان نصر الله هو الأمين العام لحزب الله، ووصف بأنه " الجهاز الطارد المركزي الذي تدور حوله الحركة".  حتى قبل وفاة نصر الله، اعتقد العديد من المحللين أن سمعة الحركة كانت تتلاشى،  ولكن بعد مقتله، ذكرت صحيفة التلغراف نقلاً عن لينا الخطيب أن حزب الله عانى من أضرار لا رجعة فيها وأن الحركة لن تتعافى منها أبدًا، وأن الحركة "من المحتمل جدًا أن تواجه انحدارًا بطيئًا ولكن نهائيًا".  وأضافت صحيفة التلغراف أن المنظمة التي "تسيطر على السياسة اللبنانية تبدو وكأنها تنهار في الوقت الحقيقي".  وذكرت مجلة الإيكونوميست أن الجمهور اللبناني ينظر إلى الحزب على أنه "مهان" وقد أصبح مستاءً من هيمنتها على السياسة اللبنانية.  وقد أثار مقتل نصر الله مزيجاً من القلق والفرح الخفي والارتياح في العواصم العربية في المنطقة، بحسب الأستاذ مهران كامرافا الذي نقلت عنه رويترز. 
وبعد خمسة أيام، في 3 أكتوبر/تشرين الأول 2024، أدت غارة جوية إسرائيلية إلى مقتل هاشم صفي الدين في الضاحية ، التي تعد معقلاً لحزب الله.   استهدفت الغارة الجوية مخبأ تحت الأرض  كان يتواجد فيه أيضًا رئيس استخبارات حزب الله حسين هزيمة ("مرتضى").    وفي 22 أكتوبر/تشرين الأول، أعلن جيش الدفاع الإسرائيلي رسمياً مقتله إلى جانب حسين هزيمة و24 آخرين من كبار أعضاء حزب الله.    وأكد حزب الله مقتل صفي الدين في اليوم التالي  كما أكد مقتل هزيمه بعد يومين.  وبحسب المحلل مهند الحاج علي، فإن حزب الله "انخفض مكانته بشكل كبير من حيث السمعة والقدرة العسكرية والقيادة"، كما "انخفضت قدرته على العودة إلى الظهور والوقوف على قدميه بشكل كبير".  وبعد قطع رأس حزب الله والقضاء على جميع المرشحين القابلين للتطبيق، لم يتبق سوى نعيم قاسم خليفة لنصر الله، على الرغم من افتقاره إلى المؤهلات الدينية والسياسية،  فضلاً عن الروابط الضرورية مع إيران.

## الحلول المقترحة والتحليلات
وبحسب شبكة إن بي سي نيوز ، ورغم الأزمة في لبنان، يرى عدد من السياسيين إمكانية إحياء لبنان كنوع جديد من البلدان "بمؤسسات فعالة وجيش واحد قوي وديمقراطية ديناميكية غير مقيدة بالطائفية".  وصف رئيس الوزراء اللبناني الأسبق فؤاد السنيورة لبنان بأنه "دولة فاشلة" "اختطفها حزب الله" المدعوم من إيران، وأعرب عن ضرورة استعادة حكومة فاعلة. 
وقد اقترح الأستاذ اللبناني الأميركي ديفيد رمضان أن تراجع حزب الله يشكل فرصة للبنانيين لاستعادة السيطرة على بلدهم و"بناء مستقبل يقوم على السلام، وليس الحرب الدائمة"، و"التحرر من قبضة الميليشيا التي لم تجلب سوى الدمار".  ومن أبرز التداعيات المباشرة، كما يشير الخبير في الشؤون اللبنانية بلال ريمز، ملء الفراغ الرئاسي بانتخاب مرشح مقبول من الجميع، وتجريد حزب الله من سلاحه، وبالتالي تحويله إلى حزب سياسي حصري وإضعاف قبضته على مفاصل الدولة اللبنانية.  ومن شأن هذه الإجراءات أن تسمح للجيش اللبناني بالعودة إلى دوره وصلاحياته،  باعتبار أن الرئيس هو القائد الأعلى للقوات المسلحة وهو ضروري لإقامة حكومة لبنانية مستقرة ومتمكنة ومجهزة للتعامل مع الأزمات المطروحة.  وبحسب رامز، فإن لبنان لديه الفرصة للتخلص من الهيمنة الإيرانية التي "أدخلت البلاد في أزمات عميقة". 
خلال عامي 2023 و2024، عملت إدارتا الولايات المتحدة وفرنسا على تشجيع انتخاب رئيس جديد لكسر الجمود السياسي المحتمل، وحظيتا بدعم بعض الدول العربية، بما في ذلك قطر والمملكة العربية السعودية، على الرغم من أن حزب الله عرقل جميع المحاولات تقريبًا. وقد تم اقتراح هذه المبادرة على أمل تخفيف الإحباط الذي يشعر به الشعب اللبناني "نتيجة لسنوات من الحكم غير الفعال" الذي منحت السلطة للنخب السياسية الراسخة بما في ذلك حزب الله.  وبحسب المتحدث باسم وزارة الخارجية مات ميلر فإن هدف هذه المبادرة هو "كسر القبضة الخانقة التي فرضها حزب الله على البلاد وإزالة حق النقض الذي يتمتع به حزب الله على الرئيس".  وبعد انتخاب رئيس، يقترح الخطة المقترحة التوصل إلى حل دبلوماسي للصراع بين حزب الله وإسرائيل ، استناداً إلى قرار الأمم المتحدة رقم 1701 الذي تم اعتماده في عام 2006 ولكن لم يتم تنفيذه قط، وانتخاب رئيس وزراء لبناني جديد. أعربت مصر وقطر عن قلقهما إزاء التدخل الخارجي في السياسة اللبنانية.  ومع ذلك، وجد استطلاع للرأي أجراه الباروميتر العربي في عام 2022 أن نسبة كبيرة من السكان اللبنانيين، 62 في المائة، يؤيدون التدخل الدولي، وخاصة الاتفاق بين الحكومة اللبنانية وصندوق النقد الدولي بهدف استقرار الاقتصاد، على الرغم من احتمال إجراء إصلاحات غير شعبية. 
ونُقل عن عضو البرلمان الإسباني هيرمان تيرتش قوله إن لبنان يجب أن ينتهز الفرصة "لاكتساب السيادة الحقيقية، وإجراء الانتخابات، وجعل جيشه يسيطر على البلاد بأكملها، وألا يكون قاعدة للإرهاب كما كان حتى الآن". 

### الجيش اللبناني
وعلى النقيض من الكيانات الأخرى في لبنان، تتميز القوات المسلحة اللبنانية بأنها مؤسسة تحظى بثقة عامة كبيرة.  أعرب حوالي 85 في المائة من المشاركين في استطلاع أجرته مؤسسة البارومتر العربي عن ثقتهم في القوات المسلحة اللبنانية، وهو مستوى ثقة أعلى بكثير مقارنة بحزب الله أو أي جماعة سياسية أو دينية أخرى.  ويمكن أن يعزى هذا المستوى العالي من الثقة إلى التركيبة الشاملة للقوات المسلحة اللبنانية، التي تمثل جميع الفصائل اللبنانية، ودورها باعتبارها أكبر جهة توظيف في البلاد، وتقدم مزايا أساسية للعسكريين وعائلاتهم. 
ويعتبر الجيش اللبناني، الذي يتلقى بعض المساعدات من الولايات المتحدة، أضعف بشكل عام من حزب الله،  على الرغم من أنه في ضوء تراجع حزب الله، دعا السياسيون والمحللون والخبراء، مثل نجيب ميقاتي وفارس الحلبي وآخرين، إلى تعزيز القوات المسلحة اللبنانية ونشرها لتأمين المنطقة الجنوبية من لبنان.   ويدعو العديد من المواطنين اللبنانيين إلى حماية السلام في المنطقة من خلال التعاون بين القوات المسلحة اللبنانية وقوات حفظ السلام التابعة للأمم المتحدة ، كما ورد في قرار الأمم المتحدة رقم 1701 الذي حظر على مقاتلي حزب الله العمل جنوب نهر الليطاني .  وقد شجعت الجهود الدبلوماسية الأخيرة حكومة تصريف الأعمال في لبنان على تنفيذ هذا القرار، على الرغم من التحديات والقيود التي أبرزتها المناوشات المستمرة. 